# Mycoplasma pulmonis
Mycoplasma pulmonis è una specie di batterio appartenente alla famiglia delle Mycoplasmataceae.